# West-Chinese boszanger
De West-Chinese boszanger (Phylloscopus affinis occisinensis) is een zangvogel uit de familie Phylloscopidae. De vogel werd in 2008 geldig als aparte soort beschreven maar staat op de IOC World Bird List sinds 2021 als ondersoort vermeld.

## Verspreiding en leefgebied
Deze soort is endemisch in het westelijke deel van Centraal-China.